# Abhishek Bachchan

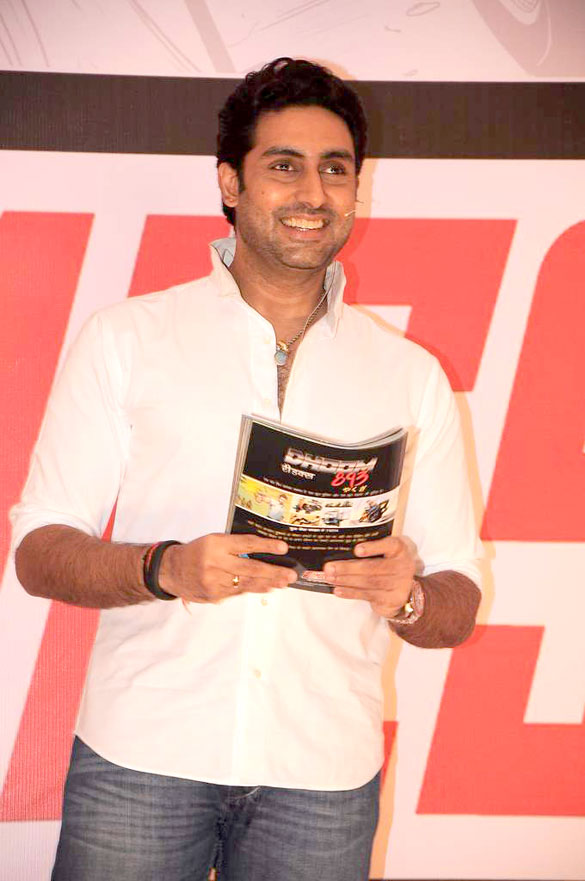
Abhishek Bachchan (2012)

Abhishek Bachchan (Hindi: अभिषेक बच्चन, Abhiṣek Baccan; Urdu ابہشیک بچن; * 5. Februar 1976 in Bombay) ist ein indischer Schauspieler.

## Leben
Der Sohn von Filmlegende Amitabh Bachchan und Jaya Bachchan folgte seinen Eltern als Schauspieler in Bollywood nach. Der Dichter und Schriftsteller Harivansh Rai Bachchan war sein Großvater. Seit dem 20. April 2007 ist Abhishek Bachchan mit Superstar Aishwarya Rai verheiratet. Am 16. November 2011 wurden sie Eltern einer Tochter.

### Karriere
Nach mäßigem Start ab dem Jahr 2000 konnte seine vielgelobte Darstellung eines Gangsters in Yuva im Jahr 2004 viel Aufmerksamkeit erregen, stellte im erfolgreichsten Film des Jahres Dhoom! – Die Jagd beginnt (Dhoom) den Superpolizisten Jai Dixit dar und 2005 stieg er durch gleich vier Hits hintereinander, Bunty und Babli, Sarkar, Dus und Bluffmaster endgültig in die Riege der Superstars auf. 2006 war er in gleich zwei der größten Produktionen des Jahres zu sehen, in Karan Johars Kabhi Alvida Naa Kehna – Bis dass das Glück uns scheidet (Kabhi Alvida Naa Kehna) und in Dhoom 2 – Back in Action. 2007 spielte er den Anwalt Rohan in Yash Raj Films’ Laaga Chunari Mein Daag – Der Weg einer Frau neben seiner Mutter Jaya Bachchan, Rani Mukerji, Konkona Sen Sharma und Kunal Kapoor. Der Film wurde kein kommerzieller Hit. In dem dritten Teil von Dhoom ging er mit seinem Partner Ali wieder auf Verbrecherjagd. In Dhoom: 3 spielt Aamir Khan den Antagonisten. Der Film brach Einnahmerekorde und gewann viele Auszeichnungen in verschiedenen Kategorien. In Farah Khans Superhit Happy New Year – Herzensdiebe, das sein einziger Film im Jahr 2014 war, spielte er eine Doppelrolle an der Seite von Deepika Padukone und Shah Rukh Khan.

## Filmografie
- 2000: Refugee
- 2000: Tera Jadoo Chal Gayaa
- 2000: Dhaai Akshar Prem Ke
- 2001: Bas Itna Sa Khwaab Hai
- 2002: Desh
- 2002: Haan … Maine Phi Pyaar Kiya
- 2002: Shararat
- 2002: Om Jai Jagadish
- 2003: Main Prem Ki Diwani Hoon – Ich sehne mich nach deiner Liebe (Main Prem Ki Diwani Hoon)
- 2003: Mumbai Se Aaya Mera Dost
- 2003: Erzähl mir nichts von Liebe (Kuch Naa Kaho)
- 2003: Zameen
- 2003: L.O.C. - Kargil
- 2004: Run
- 2004: Yuva
- 2004: Hum Tum – Ich & du, verrückt vor Liebe (Hum Tum) (Gastauftritt)
- 2004: Phir Milenge
- 2004: Rakht (Gastauftritt)
- 2004: Dhoom! – Die Jagd beginnt (Dhoom)
- 2004: Naach
- 2005: Bunty und Babli (Bunty Aur Babli)
- 2005: Sarkar
- 2005: Dus
- 2005: Hochzeit – Nein danke! (Salaam Namaste)
- 2005: Der Glücksguru (Home Delivery: Aapko Kar Tak) (Gastauftritt)
- 2005: Ek Ajnabee (Gastauftritt)
- 2005: Antarmahal
- 2005: Neal 'N' Nikki (Gastauftritt)
- 2005: Bluffmaster
- 2006: Alag (Gastauftritt)
- 2006: Kabhi Alvida Naa Kehna – Bis dass das Glück uns scheidet (Kabhi Alvida Naa Kehna)
- 2006: Dhoom 2 – Back in Action (Dhoom:2 – Back in Action)
- 2006: Lage Raho Munna Bhai (Gastauftritt)
- 2006: Umrao Jaan
- 2007: Guru
- 2007: Laaga Chunari Mein Daag – Der Weg einer Frau (Laaga Chunari Mein Daag)
- 2007: Om Shanti Om (Gastauftritt)
- 2007: Kaisay Kahein … (Erzähler)
- 2007: Ram Gopal Varma Ki Aag' (Gastauftritt)
- 2007: Jhoom Barabar Jhoom
- 2007: Shootout at Lokhandwala (Gastauftritt)
- 2008: Sarkar Raj
- 2008: Mission Istanbul (Gastauftritt)
- 2008: Drona
- 2008: Echte Freunde – Dostana (Dostana)
- 2008: Delhi 6 (Delhi-6)
- 2009: Luck by Chance – Liebe, Glück und andere Zufälle (Luck by Chance) (Gastauftritt)
- 2010: Raavan
- 2010: Khelein Hum Jee Jaan Sey
- 2011: Game
- 2011: Dum Maaro Dum
- 2012: Players
- 2012: Bol Bachchan
- 2013: Nautanki Saala! (Gastauftritt)
- 2013: Dhoom: 3
- 2014: Happy New Year – Herzensdiebe
- 2015: All Is Well
- 2016: Housefull 3